# Red Sebastian
Seppe Guido Yvonne Herreman (Oostende, 13 de maio de 1999), conhecido como Red Sebastian, é um cantor e compositor belga. Representou a Bélgica no Festival Eurovisão da Canção de 2025 com a canção «Strobe Lights».

## Biografia
Seppe Herreman nasceu a 13 de maio de 1999 na cidade de Oostende, na Bélgica. Em 2013 participou, com 14 anos, na 2.ª temporada do programa de televisão Got Talent da Bélgica no canal de televisão flamengo VTM, com a canção Ain't No Other Man de Christina Aguilera, chegou à final. Depois do liceu, Seppe estudou canto na Academia Real de Belas Artes (KASK) em Gante onde teve aulas com o cantor flamengo Gustaph, entre outros. Seppe também toca piano desde os nove anos.
Em 2019, continuou a sua carreira com o nome Red Sebastian. Em 2021, lançou o single Embrace Me. Em 2024, participou no programa de talentos Sing Again do canal VTM, onde chegou à final.
Em 2025, depois de ter assinado um contrato com a editora discográfica CNR Records, Red Sebastian foi um dos oito finalistas do concurso televisivo Eurosong 2025, apresentado pelo canal de televisão flamengo VRT 1, com a sua canção intitulada «Strobe Lights». Red Sebastian foi o vencedor da final com um total de 423 pontos e ganhou assim o direito de representar a Bélgica no Festival Eurovisão da Canção de 2025 em Basileia, na Suíça.

## Discografia

### Álbuns
- 2019 – You

### EPs
- 2023 – Bedroom Secrets

### Singles
- 2021 – Embrace Me
- 2021 – Fading Away
- 2021 – Keep Going Back to You
- 2021 – Some Kinda Way
- 2021 – You
- 2023 – Letting Go
- 2023 – Soft Suede
- 2023 – Appetite
- 2024 – In Your Eyes
- 2025 – Strobe Lights